# Sans jamais nous connaître
Pour plus de détails, voir Fiche technique et Distribution.
Sans jamais nous connaître (All of Us Strangers) est un film britannique réalisé par Andrew Haigh et sorti en 2023.
Il s'agit d'une deuxième adaptation du roman Strangers de Taichi Yamada, paru en 1987, après le film japonais Les Désincarnés en 1988.
Le film suit Adam qui vit dans une tour où la plupart des appartements sont inoccupés. Une nuit, la monotonie de son quotidien est interrompue par sa rencontre avec un mystérieux voisin, Harry. Alors que les deux hommes se rapprochent, Adam est assailli par des souvenirs de son passé et retourne dans la ville de banlieue où il a grandi.
Le film est présenté en avant-première au Festival du film de Telluride 2023.
Salué par la critique, il est nommé comme l'un des dix meilleurs films indépendants de 2023 par le National Board of Review.

## Synopsis
Adam, un scénariste entre deux âges, mène une vie solitaire dans un nouvel immeuble peu occupé de la banlieue de Londres. Un soir, Harry, son voisin, beaucoup plus jeune que lui, sonne à sa porte, ivre, et lui propose de passer la nuit ensemble, mais Adam décline son offre.
À la recherche d'inspiration pour son nouveau scénario, Adam se rend dans sa maison d'enfance, désormais inoccupée. Sur place, il retrouve ses parents jeunes, alors qu'ils sont décédés dans un accident de voiture alors qu'il avait douze ans. Il dîne avec eux et leur promet de revenir.
De retour dans son immeuble, il croise Harry et lui fait comprendre qu'il aimerait finalement bien passer un moment avec lui. Les deux font l'amour. Adam rend visite à sa mère, à qui il révèle son homosexualité. Surprise, elle accepte l'homosexualité de son fils, mais lui confie qu'elle a peur qu'il contracte le VIH et qu'il mène une vie solitaire à cause du regard des autres. Adam la rassure, lui disant que l'homosexualité est désormais bien plus acceptée, et s'en va.
Alors qu'Adam et Harry entament une relation intense, Harry s'ouvre et admet qu'il s'est toujours senti comme un étranger au sein de sa propre famille. Adam retourne dans sa maison d'enfance, où il évoque son homosexualité avec son père, qui l'accepte bien plus facilement et qui s'excuse d'avoir ignoré le harcèlement scolaire qu'Adam subissait enfant, ce qu'Adam comprend.
Adam et Harry vont en boîte et prennent de la kétamine. Leur relation s'épanouit et ils passent de plus en plus de temps ensemble. Après une soirée arrosée, Adam se réveille chez ses parents au moment de Noël. Après une insomnie, Adam se glisse dans le lit de ses parents, où il explique à sa mère qu'il est parti vivre chez sa grand-mère maternelle après leur mort, sa grand-mère paternelle étant trop déstabilisée par la perte de son fils. Harry apparaît alors dans le lit, puis Adam se retrouve seul et entend qu'on frappe à la porte.
Adam se réveille dans un train et aperçoit Harry dans un autre wagon. Il tente désespérément de le rattraper mais est interrompu par une vision de lui enfant, hurlant, dans la vitre du métro. Adam se réveille en sanglots aux côtés de Harry qui lui explique qu'il l'a ramené chez lui après qu'il eut fait une crise de panique en boîte de nuit. Adam lui raconte que, lors de l'accident, son père était décédé sur le coup, mais que sa mère avait agonisé pendant plusieurs jours à l'hôpital. Sa grand-mère lui avait interdit de voir sa mère, qui était dans un état trop critique. Adam décide d'emmener Harry rencontrer ses parents. Harry est sceptique, et ils trouvent la maison vide. Inquiet pour la santé mentale d'Adam, Harry l'implore de partir au moment même où il aperçoit une vision des parents d'Adam à travers la fenêtre. Adam, confus, brise une fenêtre pour entrer dans la maison.
Adam se réveille chez ses parents, qui lui disent que Harry est rentré chez lui, mais ils ont eu le temps de l'apercevoir. Son père l'a trouvé bel homme et se réjouit pour Adam. Inquiets pour son avenir, ils lui expliquent qu'il doit aller de l'avant s'il veut être heureux, l'implorant de les laisser partir et de ne plus revenir dans sa maison d'enfance pour se concentrer sur sa relation avec Harry. Se préparant aux adieux, ses parents l'emmènent dans son restaurant préféré où ils finissent par lui poser des questions sur les circonstances de leur mort. Adam ment à sa mère en lui disant qu'ils sont tous deux morts instantanément, ce qui la rassure. Lui disant une dernière fois qu'ils sont fiers de lui, ses parents disparaissent pour de bon.
Ayant accepté la mort de ses parents, Adam va voir Harry. Il rentre pour la première fois dans son appartement et est surpris par une horrible odeur. La pièce principale est en désordre et il y trouve des restes de drogue. S'aventurant dans la chambre, il découvre le cadavre d'Harry, qui tient à la main la même bouteille de whisky qu'il avait le soir de leur première rencontre. Ainsi, Harry était mort depuis le début : sa présence n'était qu'une illusion, comme celle des parents d'Adam.
Dans la scène finale, Adam rassure le fantôme désemparé de Harry, lui disant que tout ira bien, et le ramène dans son propre appartement. Les deux se glissent dans le lit et se serrent mutuellement dans leurs bras. N'aimant pas le silence autour d'eux, Harry demande à Adam de choisir une chanson. Adam joue The Power of Love de Frankie Goes to Hollywood. Alors que l'écran devient noir, le couple disparaît doucement dans un halo de lumière au milieu des étoiles.

## Fiche technique
Sauf indication contraire, les informations mentionnées dans cette section peuvent être confirmées par la base de données cinématographiques IMDb,  présente dans la section « Liens externes ».
- Titre original : All of Us Strangers
- Titre francophone : Sans jamais nous connaître
- Réalisation : Andrew Haigh
- Scénario : Andrew Haigh, d'après le roman Strangers de Taichi Yamada
- Musique : Emilie Levienaise-Farrouch
- Direction artistique : Bill Brown et Luke Deering
- Décors : Lauren Doss et Marian Murray
- Costumes : Sarah Blenkinsop
- Photographie : Jamie D. Ramsey
- Montage : Jonathan Alberts
- Production : Graham Broadbent, Peter Czernin et Sarah Harvey
  - Production déléguée : Jeremy Campbell
- Sociétés de production : Blueprint Pictures, Film4, Searchlight Pictures et TSG Entertainment
- Sociétés de distribution : Searchlight Pictures (États-Unis)
- Pays de production :  Royaume-Uni
- Langue originale : anglais
- Format : couleur - 2,39:1 - Dolby Digital
- Genre : drame, romance
- Durée : 106 minutes
- Dates de sortie :
  - États-Unis : 31 août 2023 (Festival de Telluride) ; 22 décembre 2023 (sortie limitée)
  - Royaume-Uni : 26 janvier 2024
  - France : 21 novembre 2023 (Festival Chéries-Chéris) ; 14 février 2024 (sortie nationale)

## Distribution
Sauf indication contraire, les informations mentionnées dans cette section peuvent être confirmées par la base de données cinématographiques IMDb,  présente dans la section « Liens externes ».
- Andrew Scott (VF : Anatole de Bodinat) : Adam
  - Carter John Grout : Adam, jeune
- Paul Mescal (VF : Kevin Garnichat) : Harry
- Jamie Bell (VF : Donald Reignoux) : le père d'Adam
- Claire Foy (VF : Marie Diot) : la mère d'Adam
- Ami Tredrea : la serveuse

 Source et légende : version française (VF) sur RS Doublage

## Production

### Genèse et développement
En juin 2017, Graham Broadbent et Sarah Harvey de Blueprint Pictures présentent le projet à Yamada pour la première fois. Plus tard cette année-là, Andrew Haigh et Film4 Productions rejoignent le projet. Andrew Haigh a décrit son adaptation du roman comme un « processus long et parfois douloureux ». Il a déclaré : « Je voulais revenir sur mon propre passé comme le fait Adam dans le film. J'étais intéressé par l'exploration des complexités de l'amour familial et romantique, mais aussi par l'expérience distincte d'une génération spécifique d'homosexuels grandissant dans les années 80. Je voulais m'éloigner de l'histoire de fantômes traditionnelle du roman et trouver quelque chose de plus psychologique, presque métaphysique. ».

### Attribution des rôles
Le 30 juin 2022, la distribution principale du film, alors présentée sous le nom de Strangers, est annoncée. Le synopsis publié, étant court et vague, a suscité des réactions sur les réseaux sociaux, les internautes souhaitant savoir si le film impliquerait une romance entre les personnages de Scott et Mescal.

### Tournage
Le tournage a lieu au Royaume-Uni, où se trouve la maison des parents d'Adam qui n'est autre que celle d'enfance du réalisateur Andrew Haigh,. Les séquences en boîtes de nuit ont été tournées au Royal Vauxhall Tavern.

## Accueil

### Festivals et sorties
Le film est présenté en avant-première au 50e Telluride Film Festival, le 31 août 2023, et présenté au Festival du film de New York, le 1er octobre 2023. Il est également sélectionné dans la compétition principale du 68e Festival international du film de Valladolid. Le Festival international du film de Cork a choisi le film comme film de gala international, faisant office d'avant-première irlandaise, le 19 novembre 2023. La projection a lieu au Everyman Theatre devant une salle comble. Le QCinema International Film Festival (en) a organisé trois projections du film les 19, 20 et 24 novembre 2023. Le film débute une sortie limitée aux États-Unis, le 22 décembre 2023,.
En France, le film est présenté en avant-première le 21 novembre 2023, lors de la cérémonie d'ouverture du 29e festival Chéries-Chéris. Il sort nationalement le 14 février 2024.

### Accueil critique
Sur le site agrégateur de critiques Rotten Tomatoes, 95 % des 171 avis critiques sont positifs, avec une note moyenne de 8.6⁄10. Le consensus autour du film sur le site web se lit comme suit : « All of Us Strangers examine le chagrin et l'amour profonds à travers l'objectif fantastique, toujours fondée sur l'émotion humaine. ».
Metacritic, qui utilise une moyenne pondérée, a attribué au film une note de 88 %, basé sur 46 critiques, indiquant une "reconnaissance universelle".
Le public interrogé par CinemaScore a attribué au film une note moyenne de « A− » sur une échelle de A+ à F.
Le cinéaste Edgar Wright a fait l'éloge du film en déclarant : « Je suis impressionné par ce qu'Andrew a réussi à faire dans ce film. C'est un véritable témoignage de son talent artistique qu'il ait pu réaliser un film si personnel, émouvant et résonnant, mais aussi si satisfaisant dans ce genre. Même si une histoire de fantômes traditionnelle peut se terminer sur une note de tristesse ou de choc, le fait qu'Andrew soit capable de nous laisser un moment d'une beauté infinie doit être chéri ».

### Box-office
Lors de son week-end d'ouverture limité[Quoi ?] aux États-Unis, le film a rapporté 232 909 dollars dans quatre salles, soit une moyenne de 58 000 dollars par salle.

## Distinctions
Sauf indication contraire, les informations mentionnées dans cette section peuvent être confirmées par la base de données cinématographiques IMDb,  présente dans la section « Liens externes ».

### Récompenses
- British Independent Film Awards 2023[17] :
  - Meilleur film
  - Meilleur réalisateur
  - Meilleur scénario
  - Meilleur acteur dans un second rôle pour Paul Mescal
  - Meilleure photographie
  - Meilleur montage
  - Meilleure supervision musicale
- National Board of Review Awards 2023 : Top 10 Films Indépendants
- Festival de Valladolid 2023 : Arc-en-ciel d'or

### Nominations
- British Independent Film Awards 2023[17] :
  - Meilleur acteur
  - Meilleure actrice dans un second rôle
  - Meilleur acteur dans un second rôle pour Jamie Bell
  - Meilleur casting
  - Meilleurs maquillage et coiffure
  - Meilleur décor
  - Meilleur son
- Gotham Awards 2023 :
  - Meilleur film international
  - Meilleure interprétation principale
  - Meilleure interprétation dans un second rôle pour Claire Foy
  - Meilleur scénario
- Golden Globes 2024 : meilleur acteur dans un film dramatique pour Andrew Scott
- BAFTA 2024 :
  - Meilleur film britannique
  - Meilleur réalisateur
  - Meilleur scénario adapté
  - Meilleure actrice dans un second rôle pour Claire Foy
  - Meilleur acteur dans un second rôle pour Paul Mescal
  - Meilleur casting
- Satellite Awards 2024 : 
  - Meilleur acteur dans un film dramatique
  - Meilleur scénario adapté
- Film Independent's Spirit Awards 2024 :
  - Meilleur film
  - Meilleure réalisation
  - Meilleure interprétation principale